# Conselho de Ministros da França
O Conselho de Ministros (Conseil des ministres, em francês) é um órgão formado pelos ministérios do governo francês e encabeçado pelo Primeiro-ministro. O Conselho de Ministros têm como finalidade executar, de maneira mais específica e estratégica, os planos de governo do Presidente da República. O Conselho de Ministros reúne-se semanalmente no Palácio do Eliseu, sob a liderança do Presidente da República.
O Conselho, também conhecido como Gabinete da França, é submetido à fiscalização da Assembleia Nacional, sendo os ministros sugeridos pelos partidos de maioria. De acordo com a lei francesa, a um ministro não é permitido propor legislação sem a permissão prévia da Assembleia e sua atuação se dá somente no executivo.

## Lista de ministérios
| Ministério                                                                              | Nome nativo                                                                          | Criação | Actual ministro/a      | Partido            |
| --------------------------------------------------------------------------------------- | ------------------------------------------------------------------------------------ | ------- | ---------------------- | ------------------ |
| Primeiro-ministério                                                                     | Premier Ministre français                                                            | 1872    | Manuel Valls           | Partido Socialista |
| Ministério das Finanças e das Contas Públicas                                           | Ministère des Finances et des Comptes publics                                        | 1946    | Michel Sapin           | Partido Socialista |
| Ministério dos Negócios Estrangeiros e do Desenvolvimento internacional                 | Ministère des Affaires étrangères et du développement international                  | 1791    | Jean-Marc Ayrault      | Partido Socialista |
| Ministério do Trabalho, do Emprego e do Diálogo social                                  | Ministère du Travail, de l'Emploi et du Dialogue social                              | 1906    | Myriam El Khomri       | Partido Socialista |
| Ministério da Defesa                                                                    | Ministère de la Défense                                                              | 1974    | Jean-Yves Le Drian     | Partido Socialista |
| Ministério da Ecologia, Desenvolvimento Sustentável e Energia                           | Ministère de l'Écologie, du Développement durable et de l’Énergie                    | 1974    | Ségolène Royal         | Partido Socialista |
| Ministério da Justiça                                                                   | Ministre de la Justice - Garde des Sceaux                                            | 1790    | Jean-Jacques Urvoas    | Partido Socialista |
| Ministério do Interior                                                                  | Ministère de l'Intérieur                                                             | 1790    | Bernard Cazeneuve      | Partido Socialista |
| Ministério da Economia, da Indústria e da Economia digital                              | Ministère de l'Économie, de l'Industrie et du numérique                              | 1789    | Emmanuel Macron        | Partido Socialista |
| Ministério do Serviço Social, da Saúde e dos Direitos das Mulheres                      | Ministre des Affaires sociales, de la Santé et des droits des femmes                 | 1906    | Marisol Touraine       | Partido Socialista |
| Ministério da Educação Nacional, do Ensino Superior e da Pesquisa                       | Ministère de l’Éducation nationale, de l’Enseignement supérieur et de la Recherche   | 1802    | Najat Vallaud-Belkacem | Partido Socialista |
| Ministério do Ensino Superior e da Descentralização Reforma do Estado e Serviço Público | Ministère de la Décentralisation, de la Réforme de l'État et de la Fonction publique | 1967    | Marylise Lebranchu     | Partido Socialista |
| Ministério da Habitação, da Igualdade dos territórios e Política Rural                  | Ministère du Logement, de l'Égalité des territoires et de la Ruralité                | 1967    | Emmanuelle Cosse       | EÉLV               |
| Ministério da Agricultura                                                               | Ministère de l'Agriculture, de l'Agroalimentaire e da Floresta                       | 1840    | Stéphane Le Foll       | Partido Socialista |
| Ministério da Cultura e Comunicação                                                     | Ministère de la Culture et de la Communication                                       | 1959    | Audrey Azoulay         | Partido Socialista |
| Ministério da Cidade, da Juventude e do Desporto                                        | Ministère de la Ville, de la Jeunesse et des Sports                                  | 1966    | Patrick Kanner         | Partido Socialista |
| Ministério do Ultramar                                                                  | Ministère des Outre-mer                                                              | 1894    | George Pau-Langevin    | Partido Socialista |

### Outros ministérios
- Ministério de Obras Públicas, Turismo e Marinha (subordinado ao Ministério do Desenvolvimento)